# Aleš Chvalovský
Aleš Chvalovský (ur. 29 maja 1979) – czeski piłkarz grający na pozycji bramkarza.

## Kariera klubowa
Pierwszym klubem Chvalovský'ego w karierze był Chmel Blšany. Następnie trenował w juniorach takich zespołów jak: Dukla Praga, SK Rakovník, Slavia Praga oraz angielskie Liverpool i Marine FC. W 1998 roku wrócił do zespołu Chmelu Blšany i zadebiutował wówczas w jego barwach w czeskiej pierwszej lidze. W debiutanckim sezonie rozegrał 15 spotkań w lidze, a już w następnym był podstawowym bramkarzem Chmelu i wygrał rywalizację o miejsce w składzie z Petrem Čechem.
W 2000 roku Chvalovský przeszedł do VfB Stuttgart. Nie przebił się jednak do pierwszej drużyny i był rezerwowym dla Timo Hildebranda oraz Thomasa Ernsta. Nie zaliczył debiutu w Bundeslidze i występował jedynie w Regionallidze w rezerwach Stuttgartu.
W 2001 roku Chvalovský wrócił do Czech, do Chmelu Blšany. Przez kolejne cztery sezony był podstawowym bramkarzem tego zespołu. W 2005 roku przeszedł do cypryjskiego Apollonu Limassol. W 2006 roku wywalczył z Apollonem mistrzostwo Cypru, a w 2010 roku zdobył z tym klubem Puchar Cypru. W 2012 roku zakończył karierę.
| Sezon   | Klub             | Kraj   | Rozgrywki                 | Mecze | Bramki |
| ------- | ---------------- | ------ | ------------------------- | ----- | ------ |
| 1998/99 | Chmel Blšany     | Czechy | Gambrinus Liga            | 15    | 0      |
| 1999/00 | Chmel Blšany     | Czechy | Gambrinus Liga            | 29    | 0      |
| 2000/01 | Chmel Blšany     | Czechy | Gambrinus Liga            | 1     | 0      |
| 2000/01 | VfB Stuttgart II | Niemcy | Regionalliga              | 13    | 0      |
| 2001/02 | Chmel Blšany     | Czechy | Gambrinus Liga            | 21    | 0      |
| 2002/03 | Chmel Blšany     | Czechy | Gambrinus Liga            | 30    | 0      |
| 2003/04 | Chmel Blšany     | Czechy | Gambrinus Liga            | 30    | 0      |
| 2004/05 | Chmel Blšany     | Czechy | Gambrinus Liga            | 29    | 0      |
| 2005/06 | Apollon Limassol | Cypr   | Protathlima A’ Kategorias | 25    | 0      |
| 2006/07 | Apollon Limassol | Cypr   | Protathlima A’ Kategorias | 23    | 0      |
| 2007/08 | Apollon Limassol | Cypr   | Protathlima A’ Kategorias | 32    | 0      |
| 2008/09 | Apollon Limassol | Cypr   | Protathlima A’ Kategorias | 29    | 0      |
| 2009/10 | Apollon Limassol | Cypr   | Protathlima A’ Kategorias | 28    | 0      |
| 2010/11 | Apollon Limassol | Cypr   | Protathlima A’ Kategorias | 28    | 0      |
| 2011/12 | Apollon Limassol | Cypr   | Protathlima A’ Kategorias | 25    | 0      |

## Kariera reprezentacyjna
W swojej karierze Chvalovský występował w reprezentacji Czech U-21. Wystąpił z nią w 2000 roku na Mistrzostwach Europy U-21 na Słowacji, na których Czesi wywalczyli wicemistrzostwo kontynentu. W tym samym roku wraz z kadrą U-23 zagrał na Igrzyskach Olimpijskich w Sydney.